# 国立民間航空学院
国立民間航空学院（フランス語: École nationale de l'aviation civile）は、フランスの理工系エリート養成のための航空高等教育機関で、グランテタブリスマン及びグランゼコールのひとつ。1949年開校。学校はトゥールーズに位置している。これは、ヨーロッパ最大の航空学校である。
2011年からFrance AEROTECHに加盟している。